# Fusillade de Binghamton
La fusillade de Binghamton est une tuerie de masse qui eut lieu le 3 avril 2009 à Binghamton, dans l'État de New York, aux États-Unis. Le tueur, Jiverly Antares Wong (aussi connu sous le nom de Jiverly Voong), un citoyen naturalisé américain venant du Viêt Nam, pénètre dans les locaux d’un centre d’aide aux immigrés de Binghamton et abat 13 personnes et en blesse 4 autres avant de se suicider.
Le tireur avait récemment été licencié de son travail et ne parlait pas très bien anglais.
C'est le pire massacre dans l'État de New York depuis les attentats du 11 septembre 2001.

## Événements
Le vendredi 3 avril 2009, Jiverly Wong, 41 ans, muni de pistolet 9 mm Beretta 92 et d'un pistolet Beretta Px4 Storm 45 calibres, d'un gilet pare-balles, et de moult munitions, bloque l'entrée arrière du bâtiment avec sa voiture et fait irruption dans l'American Civic Association, un centre d'aide aux immigrés à Binghamton. Avec détermination, il fait feu à bout portant sur deux réceptionnistes, tuant l'une d'entre elles et en blessant une autre, avant d'entrer dans une salle de classe où un groupe d’étrangers passent un examen préalable à l’obtention de la nationalité américaine et y apprennent l'anglais.
L’une des réceptionnistes, Shirley DeLucia, 61 ans, gravement blessée au ventre a fait semblant d'être morte et est parvenue à s’isoler pour alerter la police. Jiverly Wong abat 13 personnes avant de prendre en otages des dizaines d'autres étudiants. La police est arrivée quelques minutes après l'appel. Quand Wong a entendu les sirènes, il se suicida d'une balle dans la tête, trois minutes après avoir ouvert le premier coup de feu. 
La réceptionniste a raconté plus tard que le tireur avait ouvert le feu sans rien dire[réf. nécessaire]. Pour le chef de la police local, la fusillade a pris fin lorsque le forcené aurait entendu les premières sirènes de police arrivant sur les lieux de la tuerie. « Ce devait être un lâche, nous pensons que quand il a entendu les sirènes, il s’est suicidé. Et dieu merci qu’il ait décidé de faire ça avant qu’il n’y ait encore plus de victimes. » déclare-t-il.
L'auteur de la tuerie a laissé une lettre datée du 18 mars et postée le jour du drame à une station de télé de Syracuse. Il écrit qu'il ne peut accepter sa vie et accuse des policiers en civil de l'avoir espionné, harcelé, volé de l'argent et d'avoir percuté sciemment sa voiture, « pendant dix-huit ans », quand il vivait en Californie (ouest) puis dans l’État de New York[réf. nécessaire].

## Victimes
- Parveen Ali, 26 ans, un immigré du nord du Pakistan[réf. nécessaire].
- Almir Olimpio Alves, 43 ans, un immigré venant du Brésil[réf. nécessaire].
- Marc Henry Bernard, 44 ans, un immigré venant d'Haïti[5].
- Maria Sonia Bernard, 46 ans, une immigrée venant d'Haïti.
- Li Guo, 47 ans, un immigré venant de Chine.
- Lan Ho, 39 ans, un immigré venant du Viêt Nam.
- Layla Khalil, 53 ans, une immigrée venant d'Irak, mère de trois enfants[réf. nécessaire].
- Roberta King, 72 ans, une professeur d'anglais qui remplaçait un enseignant en vacances[réf. nécessaire].
- Hong Xiu « Amy » Mao Marsland, 35 ans, un immigré venant de Chine[réf. nécessaire].
- Dolores Yigal, 53 ans, un immigré venant des Philippines.
- Hai Hong Zhong, 56 ans, un immigré venant de Chine.
- Maria Zobniw, 60 ans, dont les parents venaient d'Ukraine.

## Tireur
Jiverly Antares Wong (8 décembre 1967-3 avril 2009), résident à Johnson City à New York a été identifié comme étant l'auteur de la fusillade.
D’origine vietnamienne mais résidant depuis plus de 25 ans aux États-Unis, il est né en république du Viêt Nam et a immigré à New York, à la fin des années 1980 avec ses parents. Il vivait avec ses parents et sa sœur. Il été licencié d’une entreprise de high-tech de la région, puis licencié une seconde fois d’une société de nettoyage de matériel industriel. 
Wong avait pris des cours d'anglais au centre, à partir de janvier 2009 jusqu'en mars. Sa présence était intermittente, et il a cessé de venir complètement. Il a tiré sur les étudiants et les enseignants dans la salle de classe où il avait auparavant assisté à des séances.